# Eugen J. Pentiuc

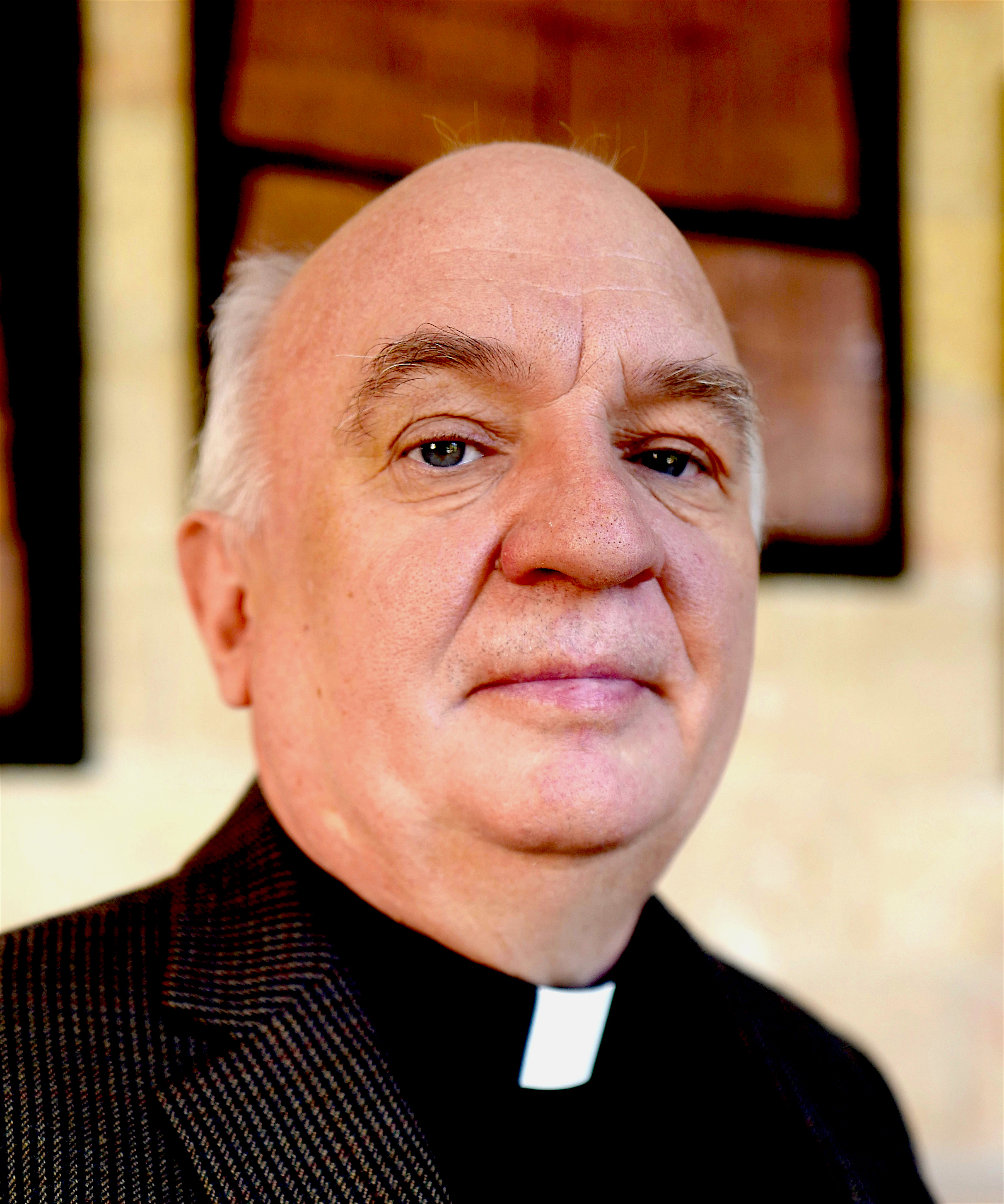
Eugen J. Pentiuc, 2018

Eugen Jenica Pentiuc (* 8. Dezember 1955 in Suceava, RPR) ist ein orthodoxer Priester, Professor für Altes Testament und Semitische Sprachen sowie Dekan der Holy Cross Greek Orthodox School of Theology. Weiterhin ist er Inhaber der Archbishop-Demetrios-Professur für Biblical Studies and Christian Origins am Hellenic College Holy Cross.

## Leben
Pentiuc erwarb 1979 das Lizenziat in Theologie an der Universität Bukarest. 1986 schloss er als Élève titulaire in Biblischer Exegese am École biblique et archéologique française de Jérusalem ab. Es folgte bis 1991 ein postgraduales Studium an der Harvard Divinity School. Anschließend absolvierte er 1996 ein Masterstudium in Near Eastern Languages and Civilizations an der Harvard University. Im Jahr 1997 promovierte (Ph.D) er am Department of Near Eastern Languages and Civilizations ebendort und ein Jahr später (Th.D) an der Universität Bukarest.
Ab 1994 bis 1998 lehrte er als Teaching Fellow (Bible and Semitic languages) an der Harvard University, zwischenzeitlich 1996 als Lecturer für Hebräisch an der Harvard Divinity School. Von 1998 an bis 2003 gab er Lehrveranstaltungen als Adjunct Assistant Professor am Hellenic College Holy Cross, danach bis 2007 als Assistant Professor. Ab 2007 bis 2009 wirkte er als Associate Professor Altes Testament uns Hebräisch an der Holy Cross Greek Orthodox School of Theology. Anschließend wurde er ordentlicher Professor für Altes Testament und Semitische Sprachen ebendort. Seit 2018 bekleidet Pentiuc dort die Erzbischof-Demetrios-Professur für Biblical Studies and Christian Origins, gestiftet durch die Jaharis Family Foundation.
Weiterhin lehrte er als Gastprofessor an der Universität Bukarest, École Biblique et Archéologique Française, am St. Joseph’s Roman-Catholic Seminary, Yonkers sowie an der St. Athanasius and St. Cyril Coptic Orthodox Theological School (ACTS) in Anaheim; daneben am St. Vladimir’s Orthodox Theological Seminary, Yonkers, NY (Sessional Professor) und an der Babeș-Bolyai Universität Cluj (Affiliate Professor).
An der HCHC nahm Pentiuc verschiedene universitäre Aufgaben wahr, darunter von 2002 bis 2003 die eines Registrar, von 2014 bis 2018 war er Associate Dean for Academic Affairs und seit dem 1. Januar 2024 ist er Dekan der Holy Cross Greek Orthodox School of Theology.
Pentiuc ist Protopresbyter der Griechisch-Orthodoxen Erzdiözese von Amerika (GOArch) unter dem Ökumenischen Patriarchat. Im Verlauf seines Lebens war er bereits in Rumänien, Israel, Deutschland und den Vereinigten Staaten als Priester tätig.
Im Jahr 2019 erhielt er die Ehrendoktorwürde der Babeș-Bolyai-Universität Cluj.
Pentiuc forscht vor allem zu Text und Interpretation der christlichen Bibel sowie zu semitische Sprachen. Seine jüngeren Veröffentlichungen betreffen die Rezeption und Interpretation der Bibel im orthodoxen Christentum. Dabei liegt sein Fokus auf „discursive (i.e., patristic commentaries) and imagistic (i.e., liturgical media: aural [hymnography, lectionaries, homilies] and visual [iconography, liturgical acts]) modes of interpretation.“

## Veröffentlichungen (Auswahl)
Monographien
- West Semitic Vocabulary in the Akkadian Texts from Emar. Eisenbrauns, Winona Lake 2001, ISBN 1-57506-910-5.
- Long-suffering love. A commentary on Hosea with patristic annotations. Holy cross orthodox press, Brookline, Massachusetts 2002, ISBN 978-1-885652-58-4.
- Jesus the Messiah in the Hebrew Bible. Paulist Press, New York, Mahwah, N. J 2006, ISBN 978-0-8091-4346-7.
- The Old Testament in Eastern Orthodox tradition. Oxford University Press, New York 2014, ISBN 978-0-19-533123-3.
- Hearing the scriptures. Liturgical exegesis of the Old Testament in Byzantine Orthodox hymnography. Oxford University Press, New York 2021, ISBN 978-0-19-023964-0.

Herausgeberschaften
- Studies in Orthodox hermeneutics. A Festschrift in honor of Theodore G. Stylianopoulos. Holy cross orthodox press, Brookline, Massachusetts 2016, ISBN 978-1-935317-63-0.
- The Oxford handbook of the Bible in Orthodox Christianity. Oxford University Press, New York, NY 2022, ISBN 978-0-19-094865-8.